# Catherine Dunne
Catherine Dunne (Dublino, 1954) è una scrittrice irlandese, laureata in lingua e letteratura inglese e spagnola.

## Biografia
Ha ottenuto la laurea in lingua e letteratura inglese e spagnola presso il Trinity College di Dublino, e questo le ha permesso di ottenere un posto come insegnante di lingue presso la "Greendale Community School" di Kilbarrack, un sobborgo residenziale della città.
Ha cominciato a scrivere, come afferma la stessa autrice, dopo la morte del suo secondo figlio, esordendo in campo letterario nel 1997 con il romanzo dal titolo La metà di niente, uscito in Italia nel 1998. Ha pubblicato numerosi romanzi, tutti di grande successo, e ha parallelamente continuato a insegnare presso l'University College, dove tiene corsi di scrittura creativa.

## Opere
- La metà di niente (In the Beginning) (1997) - Guanda, 1998
- La moglie che dorme (A Name for Himself) (1998) - Guanda, 1999
- Il viaggio verso casa (The Walled Garden) (2000) - Guanda, 2000
- Una vita diversa (Another Kind of Life) (2002) - Guanda, 2002
- Un mondo ignorato. Gli irlandesi dell'ultima generazione (An Unconsidered People: The Irish in London) (2003) - Guanda, 2007
- L'amore o quasi (Something Like Love) (2006) - Guanda, 2006
- Se stasera siamo qui (At a Time Like This) (2007) - Guanda, 2008
- Donna alla finestra (Set in Stone) (2010) - Guanda, 2010
- Tutto per amore (Missing Julia) (2011) - Guanda, 2011
- Quel che ora sappiamo (The Things We Know Now) (2012) - Guanda, 2012
- La grande amica (2013) - Guanda, 2013
- Un terribile amore (All That I' ve Loved) - Guanda, 2015
- Come cade la luce (The Way the Light Falls) - Guanda, 2018
- Una buona madre (A Good Enough Mother) - Guanda, 2022